# Riccardo Pittis
Riccardo Pittis (Milano, 18 dicembre 1968) è un ex cestista italiano.
Soprannominato Acciughino per la magrezza che lo contraddistingueva soprattutto nel periodo milanese, è considerato uno dei più forti giocatori italiani in attività negli anni 1990.

## Carriera

### Club

Pittis nel 1988-89 alla Philips Milano

Nato a Milano da padre friulano e madre veneta, Pittis cominciò a giocare a basket da bambino dopo aver avuto un'operazione a cuore aperto all'età di cinque anni per correggere un problema cardiaco. Entrò nel vivaio dell'Olimpia Milano, squadra con cui esordì in Serie A1 il 17 gennaio 1985, schierato appena sedicenne da coach Dan Peterson.
Fu membro della squadra che nel 1986-1987 vinse il Grande Slam (scudetto, Coppa Italia e Coppa dei Campioni), tuttavia all'epoca Pittis era solo diciannovenne ed il suo utilizzo fu abbastanza limitato. L'anno seguente la squadra bissò il successo in Coppa dei Campioni, con Pittis che ebbe un apporto maggiormente significativo pur partendo dalla panchina. A partire dalla stagione 1989-90 si ritagliò in pianta stabile uno spazio in quintetto base, giocando sempre da titolare in un campionato concluso con una media di 12,5 punti di media in 29,5 minuti a partita tra regular season e playoff. Nelle tre stagioni seguenti, da capitano della squadra, realizzò rispettivamente 14,5, 15,7 e 15,6 punti di media. La situazione economica del club tuttavia indusse i dirigenti a una cessione multimiliardaria, così Pittis lasciò Milano nel giugno 1993. La sua parentesi in prima squadra all'Olimpia Milano terminò così dopo nove stagioni, durante le quali i biancorossi conquistarono complessivamente quattro scudetti, una Coppa Italia, due Coppe dei Campioni, due Coppe Korać e una Coppa Intercontinentale.

Pittis nel 2002-03 alla Benetton Treviso

La società che lo acquistò fu la Benetton Treviso. Nella sua prima stagione in biancoverde arrivò la conquista della Coppa Italia. L'anno seguente Pittis ritrovò coach Mike D'Antoni, il quale ai tempi di Milano era stato sia suo compagno di squadra che successivamente suo allenatore. In quell'annata la Benetton riuscì a vincere nuovamente la Coppa Italia, ma anche il primo trofeo europeo con il successo in Coppa d'Europa, la seconda coppa continentale per importanza. Due anni più tardi, nel 1996-97, la truppa di coach D'Antoni centrò lo scudetto, il secondo nella storia del club trevigiano e il primo dall'arrivo di Pittis, che in quel campionato contribuì con 10,3 punti di media in regular season e 12,0 nei play-off.
Nel 1998 ereditò il ruolo di capitano da Andrea Gracis.
Nel corso dell'estate del 2000, all'età di circa 31 anni e mezzo, fu costretto a prendere l'inusuale decisione di cambiare la mano di tiro, a causa del perdurare di un problema muscolare con conseguenze sui tendini delle dita della mano destra. Nonostante egli non fosse ambidestro, cominciò infatti per necessità a tirare con la mano sinistra, ma i risultati furono soddisfacenti.
Con la Benetton vinse poi altri due scudetti, rispettivamente nel 2001-02 (quando contribuì con 7,5 punti in 23,9 minuti di media stagionale in campionato) e l'anno immediatamente successivo, nel 2002-03 (6,1 punti in 22,8 minuti). Sempre nel 2002-03 i biancoverdi raggiunsero la finalissima di Eurolega, partita in cui vennero però sconfitti dai padroni di casa del Barcellona, con Pittis che partì in quintetto base segnando 4 punti (con 2/3 al tiro) in 28 minuti.
Si ritirò dal basket giocato alla fine del campionato 2003-04, all'età di 35 anni, complici i persistenti problemi alla mano destra. Tra le sue statistiche in carriera, oltre alle 20 stagioni in Serie A, 708 presenze, 6.637 punti e 18.455 minuti giocati, si segnala anche il record di tutti i tempi sulle palle recuperate, 1.811. Guidò inoltre la classifica storica degli assist in Serie A (1.454 a fine carriera) fintanto che non venne superato da Gianmarco Pozzecco.
Il 21 ottobre 2012 scese in campo (insieme ad altre vecchie glorie della Benetton) in una partita del campionato di Promozione con la canotta del Treviso Basket, società di nuova formazione nata a seguito della mancata iscrizione della Benetton Basket alla Serie A. La gara, disputata contro l'Olimpia Castelfranco, terminò 44-38 per Treviso.

### Nazionale
Venne convocato nell'Italia under 19 ai campionati mondiali di Bormio 1987, durante il quale conquistò la medaglia di bronzo alle spalle dei pari età della Jugoslavia e degli Stati Uniti.
Fece stabilmente parte della nazionale maggiore dal 1990 al 1997, anno in cui decise di dare l'addio alla maglia azzurra dopo l'argento agli Europei di quell'anno. Nel gennaio 2002 tuttavia iniziò una brevissima seconda parentesi, convinto dal CT Recalcati a tornare temporaneamente per due partite.

## Dopo il ritiro
Dal 2004 al 2010 lavorò per Sky Sport. Dal gennaio 2010 fino al settembre 2012 fu anche team manager della Nazionale italiana di pallacanestro. Nel 2012-13 svolse nuovamente il ruolo di commentatore tv, questa volta per LA7.
Nel marzo 2012 venne nominato presidente dell'appena costituito Consorzio Universo Treviso, organizzazione da lui fondata insieme a Paolo Vazzoler e ad altri ex giocatori al fine di attrarre realtà imprenditoriali per il futuro del basket trevigiano.
Oltre a questo ruolo, dall'agosto 2013 Pittis fu per un periodo il nuovo general manager del Treviso Basket, società da lui co-fondata che raccolse l'eredità della vecchia Benetton (non più iscritta) e che in quel periodo si apprestava a disputare il campionato di Divisione Nazionale B.
Nel frattempo, a partire dal 2013, dopo essersi formato in una scuola di coaching, intraprese la carriera di speaker motivazionale, mental coach e corporate trainer. In aggiunta a ciò, dal 2015 al 2019 fu commentatore tecnico per conto di Rai Sport.

## Palmarès

### Competizioni nazionali
- Campionato italiano: 7

Olimpia Milano: 1984-85, 1985-86, 1986-87, 1988-89
Pall. Treviso: 1996-97, 2001-02, 2002-03
- Coppa Italia: 6 (record condiviso con Dino Meneghin)

Olimpia Milano: 1986-87
Pall. Treviso: 1994, 1995, 2000, 2003, 2004
- Supercoppa italiana: 3

Pall. Treviso: 1997, 2001, 2002

### Competizioni internazionali
- Coppa Korać: 2

Olimpia Milano:1984-85, 1992-93
- Coppa dei Campioni: 2

Olimpia Milano: 1986-87, 1987-88
- Coppa Intercontinentale: 1

Olimpia Milano: 1987
- Coppa d'Europa - Coppa Saporta: 2

Pall. Treviso: 1994-95, 1998-99

### Nazionale
- Argento FIBA EuroBasket

Italia 1991, Spagna 1997
- Oro Giochi del mediterraneo

Linguadoca-Rossiglione 1993
- Bronzo Mondiali U-19

Bormio 1987:

## Finali disputate
- Campionato Italiano: 5

Olimpia Milano: 1988, 1991
Benetton Treviso: 1995, 1999, 2000
- Coppa Italia: 2

Olimpia Milano: 1991
Benetton Treviso: 1998
- Supercoppa Italiana

Benetton Treviso: 1995, 2003
- Coppa delle Coppe: 1

Olimpia Milano: 1990
- Eurolega (Coppa dei Campioni)

Benetton Treviso: 2003